# Сыромятников, Николай Иванович
Николай Иванович Сыромятников (9.12.1914 — 9.4.1987) — советский военнослужащий, участник Великой Отечественной войны, Герой Советского Союза, командир батареи 161-го отдельного гвардейского Краснознамённого пушечного артиллерийского полка, гвардии старший лейтенант. Русский. Член ВКП(б)/КПСС с 1943 года.

## Биография
Родился 9 декабря 1914 года в селе Молвитино Буйского уезда Костромской губернии в семье учительницы и конторщика швейной фабрики.
В начале 1920-х годов семья Сыромятниковых переехала в город Иваново-Вознесенск. С семнадцати лет Николай работает слесарем на фабрике. Без отрыва от производства окончил энергетический техникум и был направлен в город Горький на строительство второй очереди автозавода, где работал конструктором.
Поступил в Уральский индустриальный институт в городе Свердловске. Уже на втором курсе получил авторское свидетельство за изобретение шарикового конвейера для Горьковского завода. По окончании института аттестационная комиссия рекомендовала талантливого выпускника в аспирантуру.
Зимой 1940 года был призван в Красную Армию. В 1941 году окончил артиллерийские курсы. На фронте с августа 1942 года. Младший лейтенант Сыромятников боевое крещение получил под Сталинградом. В ноябре 1942 года во время корректировки огня на передовой был ранен. В сражении на Курской дуге летом 1943 года его батарея успела подбить восемь немецких «тигров», две самоходные пушки, одну автомашину и уложить более 300 фашистов, а сам Сыромятников был ранен в грудь. Пуля прошла рядом с сердцем.
Отличился в боях при форсировании Днепра. 29 сентября 1943 года старший лейтенант Сыромятников со своей артиллерийской батареей одним из первых переправился через Днепр в районе села Бородаевка. За 20 дней боёв за удержание и расширение плацдарма батарея отразила около 70 контратак противника, нанеся ему значительный урон в живой силе и технике.
Указом Президиума Верховного Совета СССР от 26 октября 1943 года за успешное форсирование Днепра и удержание плацдарма на правом берегу гвардии старшему лейтенанту Сыромятникову Николаю Ивановичу присвоено звание Героя Советского Союза с вручением ордена Ленина и медали «Золотая Звезда».
Впоследствии воевал в Закарпатье, Венгрии, Чехословакии. Был начальником штаба артиллерийского дивизиона и заместителем начальника штаба бригады. 18 февраля 1945 года в боях за Будапешт был ранен в третий раз. Участвовал в историческом Параде Победы 24 июня 1945 года на Красной площади в Москве.
В 1946 года капитан Сыромятников Н. И. уволен в запас.
В 1947 году вернулся в Уральский индустриальный институт, в котором проработал следующие 40 лет. Аспирант, доцент, заместитель директора по науке. В 1960—1986 гг. — заведующий кафедрой теоретической теплотехники теплотехнического факультета УПИ им. С. М. Кирова. Доктор технических наук, профессор.
Автор многих работ в области теплотехники, в том числе нескольких монографий, учебника, а также двух десятков изобретений. Создатель научной школы по тепло- и массообмену в дисперсных средах и их применению в промышленности. Подготовил тридцать два кандидата и пять докторов наук. Заслуженный деятель науки и техники РСФСР. В 1973 году Николай Иванович был удостоен звания почётного гражданина города Свердловска.
Скончался 9 апреля 1987 года. Похоронен в Екатеринбурге на Широкореченском кладбище.
Награждён двумя орденами Ленина, двумя орденами Отечественной войны 1-й степени (16.11.1944, 06.04.1985), орденами Отечественной войны 2-й степени (25.07.1943), Дружбы народов, Красной Звезды (15.06.1945), «Знак Почёта», медалями, в том числе «За боевые заслуги» (04.10.1942).
Именем Героя названа школа в посёлке Сусанино Костромской области. В Екатеринбурге имя Героя увековечено на обелиске в честь Героев Советского Союза, которые учились и работали в УГТУ-УПИ.